# Hyloxalus vergeli
Hyloxalus vergeli es una especie de anfibio anuro de la familia Dendrobatidae.

## Distribución geográfica
Esta especie es endémica del departamento de Cundinamarca en Colombia. Habita en Fusagasugá a unos 1800 m de altitud en la vertiente occidental de la Cordillera Oriental.

## Etimología
El nombre de su especie le fue dado en referencia al lugar de su descubrimiento, la Finca El Vergel.

## Publicación original
- Hellmich, 1940 : Beiträge zur Kenntnis der Gattung Hyloxalus (Brachycephalidae, Amph.). (Ergebnisse einer Forschungsreise in Kolumbien III.). Zoologischer Anzeiger, vol. 131, n.º 5/6, p. 113-128.[5]